# Angela brachyptera
Angela brachyptera är en bönsyrseart som beskrevs av Stoll 1813. Angela brachyptera ingår i släktet Angela och familjen Mantidae. Inga underarter finns listade i Catalogue of Life.